# Giftskåp
Giftskåp, specialtillverkat skåp för förvaring av kemikalier, gifter eller andra farliga ämnen av det slag som enligt regler och förordningar skall handhas på särskilt varsamt sätt.  Skåpet är ofta utrustat med särskild ventilation.[källa behövs]
I bibliotek förvarar man ibland viss typ av litteratur i det så kallade "giftskåpet".[källa behövs] Det handlar om böcker som riskerar att stjälas eller som av någon anledning anses vara olämpliga för allmänheten.